# Christoph Bürgel
Christoph Bürgel (* 1971) ist ein deutscher Romanist.

## Leben
Von 1991 bis 1998 studierte er Französisch, Politik, Soziologie, Pädagogik an der Universität Hannover (1. Staatsexamen für die Fächer Französisch und Politik für das Lehramt an Gymnasien). Nach der Promotion (1999–2004) war er von 2004 bis 2005 Studienreferendar am Studienseminar Hannover II für das Lehramt an Gymnasien  mit den Fächern Französisch und Politik/Wirtschaft. Von 2008 bis 2015 war er Juniorprofessor für Didaktik der romanischen Sprachen an der Universität Osnabrück. Seit 2015 ist er Professor für Didaktik des Französischen und Spanischen am Institut für Romanistik der Universität Paderborn.

## Schriften (Auswahl)
- Verallgemeinerungen in Sprache und Texten. Generalisierung, Globalisierung, Konzeptualisierung im Französischen. Frankfurt am Main 2006, ISBN 3-631-55331-5.
- mit Daniel Reimann (Hrsg.): Sprachliche Mittel im Unterricht der romanischen Sprachen. Aussprache, Wortschatz und Morphosyntax in Zeiten der Kompetenzorientierung. Tübingen 2017, ISBN 978-3-8233-8096-2.